# Palazzo Berlingieri
Il Palazzo Berlingieri è un edificio di valore storico e architettonico di Napoli, ubicato sul viale Gramsci.

## Storia e descrizione
Negli anni successivi all'Unità d'Italia venne intrapresa la progressiva colmata della litoranea di Chiaia, dalla quale sarebbe derivato l'attuale lungomare di Napoli. Molte facoltose famiglie napoletane e meridionali ne approfittarono per acquistarne i suoli al fine di costruire delle lussuose residenze a ridosso del mare.
Già sulla pianta della città di Napoli edita dall’Ufficio topografico nel 1870 si vede il palazzo in questione in fase di costruzione. A commissionarlo fu la ricca famiglia calabrese dei marchesi Berlingieri, il cui stemma è apposto sia sopra l'accesso su via Caracciolo, sia sopra quello sul viale Gramsci. Il fermaportone all'ingresso sul viale Gramsci riporta l'anno 1885 come data di completamento.
Il palazzo si presenta come un'imponente costruzione in stile neorinascimentale di cinque piani, caratterizzata da un basamento in bugnato liscio che ricopre i primi due. Il piano nobile è riconoscibile grazie alla balconata continua con ringhiere in ghisa e alle finestre sormontate da una trabeazione retta più spessa rispetto ai piani superiori. Riguardo agli interni c'è da segnalare che in più appartamenti ci sono sale provviste di affreschi d'epoca.
Da alcuni decenni l'accesso su via Caracciolo è stato chiuso per permettere il parcheggio delle macchine ai condomini; dunque, allo stato attuale si può entrare e uscire dal palazzo esclusivamente dal viale Gramsci.
Nel 2 Dicembre 2019, il palazzo ospitò una mostra dedicata alle opere di Elio Marini e i gioelli di Letizia Esposito.

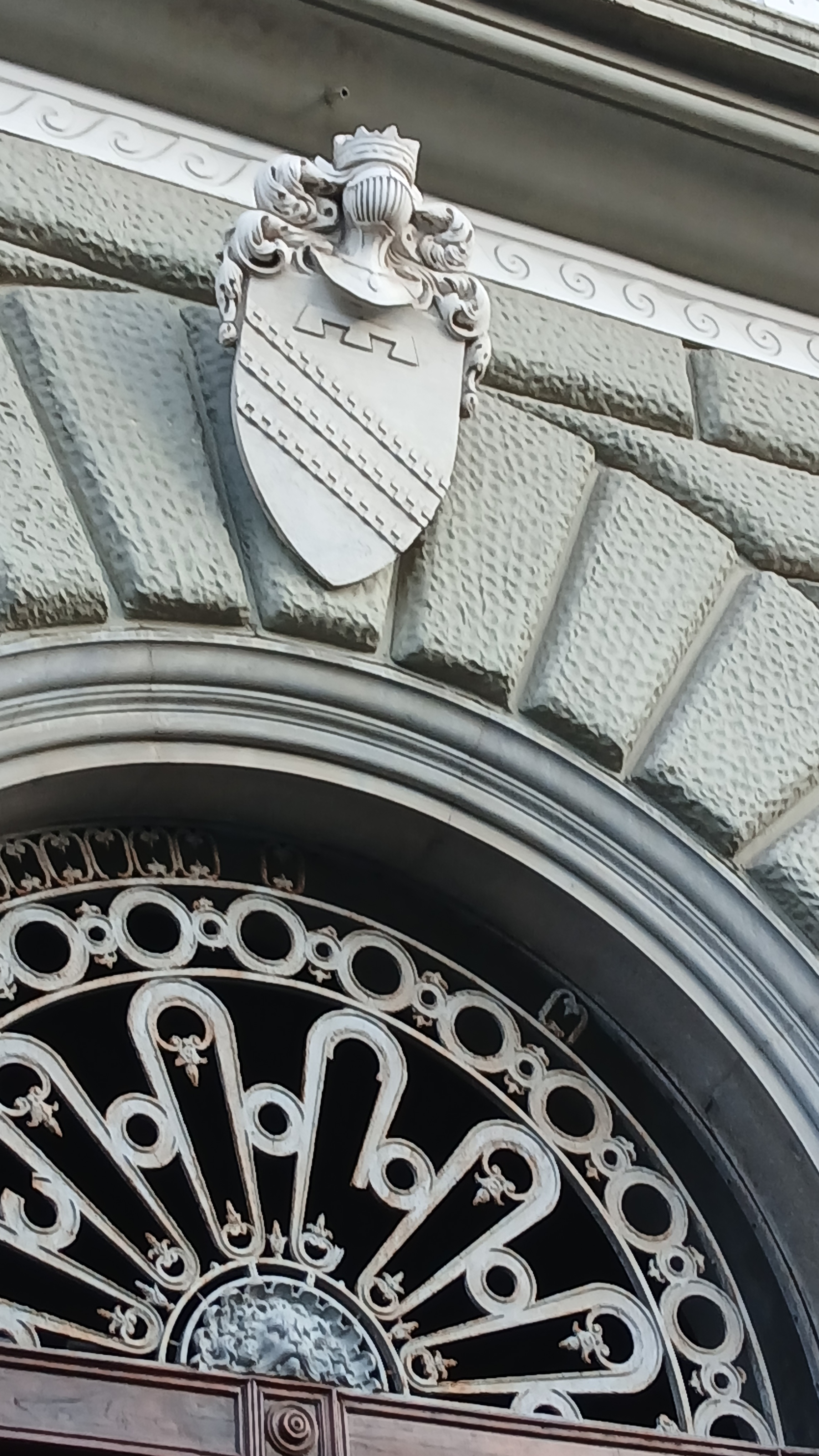
Lo stemma dei marchesi Berlingieri all'ingresso sul Viale Gramsci.